# Fouquebrune
Fouquebrune is een gemeente in het Franse departement Charente (regio Nouvelle-Aquitaine) en telt 634 inwoners (1999). De plaats maakt deel uit van het arrondissement Angoulême.

## Geografie
De oppervlakte van Fouquebrune bedraagt 29,1 km², de bevolkingsdichtheid is 21,8 inwoners per km².
De onderstaande kaart toont de ligging van Fouquebrune met de belangrijkste infrastructuur en aangrenzende gemeenten.

## Demografie
Onderstaande figuur toont het verloop van het inwonertal (bron: INSEE-tellingen).